# Danh sách cuộc viếng thăm Việt Nam của lãnh đạo Triều Tiên

Quốc huy Triều Tiên

Lãnh đạo Triều Tiên thăm Việt Nam là các chuyến thăm hoặc làm việc của các Lãnh đạo tối cao Đảng Lao động Triều Tiên đến Việt Nam vào những thời điểm, hoàn cảnh khác nhau và những chuyến đi đó cũng có những tác động khác nhau đến Việt Nam và mối quan hệ Việt Nam - Triều Tiên. Tính đến năm 2019, đã có hai vị Lãnh đạo tối cao Đảng Lao động Triều Tiên đã từng đặt chân đến Việt Nam (Kim Il-sung và Kim Jong-un).

## Tổng quan
| STT | Lãnh đạo                     | Hình ảnh          | Ngày bắt đầu         | Ngày kết thúc        | Điểm đến         | Ghi chú                                                                               |
| --- | ---------------------------- | ----------------- | -------------------- | -------------------- | ---------------- | ------------------------------------------------------------------------------------- |
| 1   | Kim Il-sung (Kim Nhật Thành) |                   | 28 tháng 11 năm 1958 | 02 tháng 12 năm 1958 | Hà Nội, Nam Định |                                                                                       |
| 1   | Kim Il-sung (Kim Nhật Thành) | tháng 11 năm 1964 | tháng 11 năm 1964    | Hà Nội, Quảng Ninh   |                  |                                                                                       |
| 2   | Kim Jong-un (Kim Chính Ân)   |                   | 26 tháng 02 năm 2019 | 02 tháng 03 năm 2019 | Lạng Sơn, Hà Nội | Tham dự Hội nghị thượng đỉnh Triều Tiên-Hoa Kỳ Việt Nam 2019 Thăm chính thức Việt Nam |

## Chi tiết

### Kim Il-sung

#### Lần I
Kim Il-sung đi tàu qua Trung Quốc, thăm Bắc Kinh, Vũ Hán và Quảng Châu sau đó đến Hà Nội trên một chiếc máy bay đặc biệt do Trung Quốc cung cấp.
Thủ tướng Kim Il-sung đến Hà Nội bắt đầu chuyến thăm tới Việt Nam từ ngày 28 tháng 11 đến 2 tháng 12 năm 1958. Nhiều người dân đổ ra đường vẫy cờ hai nước và vỗ tay chào mừng ông.
Chủ tịch Hồ Chí Minh tiếp đón trọng thị lãnh tụ Triều Tiên tại Phủ chủ tịch và sau đó cùng ông đến khu nghỉ Hồ Tây, đến Nhà máy dệt Nam Định và thăm huyện Từ Liêm, nơi có dự án hữu nghị Việt - Triều. Lãnh tụ Kim Il-sung còn đến thăm trường Sĩ quan Lục quân 1 ở thị xã Sơn Tây và bảo tàng Lịch sử Quân sự Việt Nam.
Nhân chuyến thăm này, Thủ tướng Kim Il-sung và Thủ tướng Phạm Văn Đồng ký kết Bản tuyên bố chung giữa Triều Tiên và Việt Nam.
Sau khi rời Việt Nam, ông tiếp tục thăm Thượng Hải, Vũ Hán và một số địa điểm khác của Trung Quốc.

#### Lần II
Kim Nhật Thành thăm Việt Nam lần hai vào tháng 11 năm 1964. Lần này ông và đoàn đại biểu đã đến thăm Vịnh Hạ Long.

### Kim Jong-un

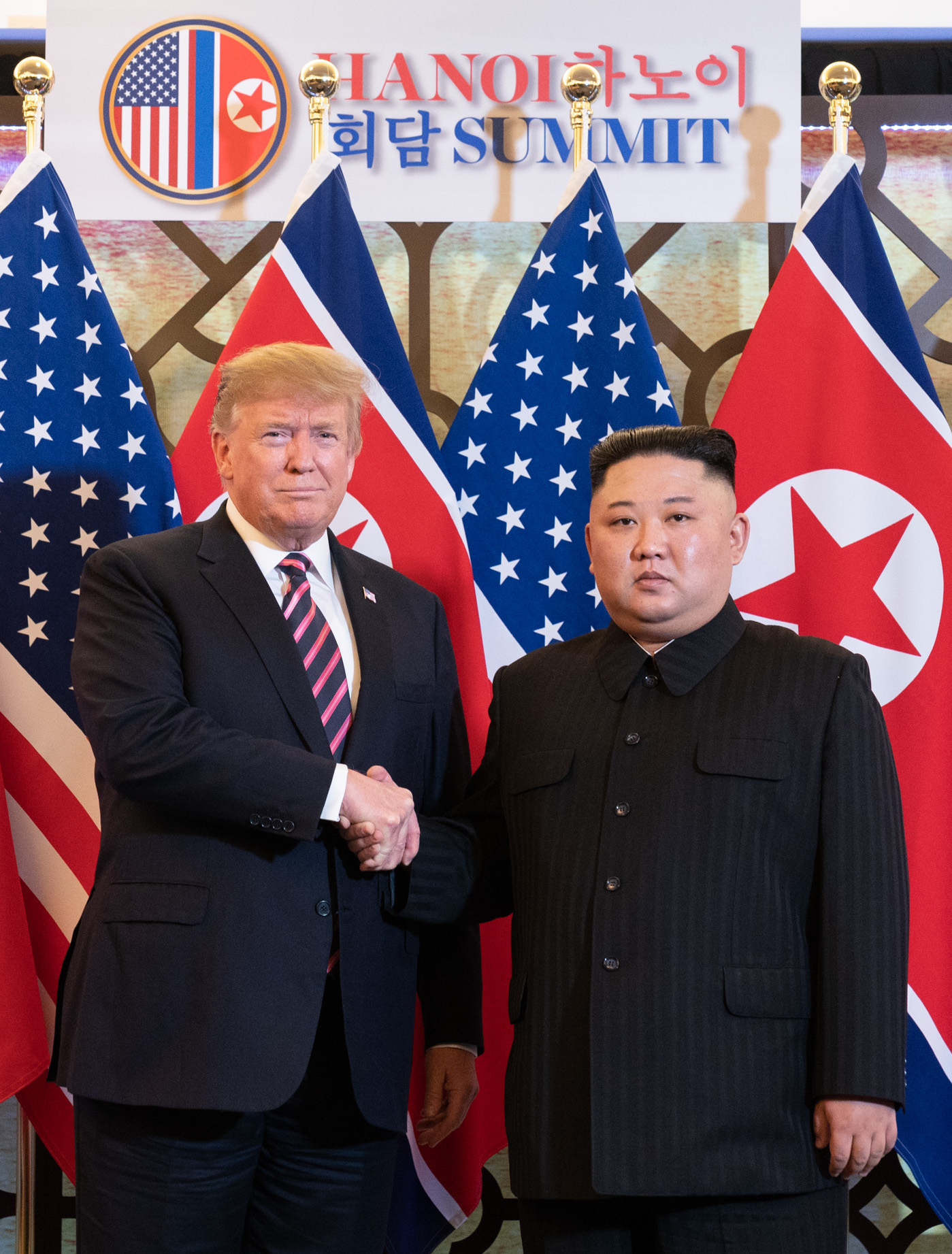
Kim Jong-un và Donald Trump bắt tay nhau trong buổi tối đầu tiên của hội nghị thượng đỉnh

Kim Jong-un đến Việt Nam tham dự Hội nghị thượng đỉnh Triều Tiên-Hoa Kỳ Việt Nam 2019 bằng tàu hỏa và đi theo hành trình mà cố lãnh đạo Kim Il-sung (ông nội Kim Jong-un) từng băng qua khi ông đến thăm Hà Nội bằng tàu vào năm 1958 và 1964.
Đoàn tàu của Kim Jong-un khởi hành từ thủ đô Bình Nhưỡng vào lúc 16 giờ 30 ngày 23 tháng 2 (giờ địa phương) và trải qua hành trình khoảng 60 tiếng qua nhiều tỉnh thành của Trung Quốc để tới Ga Đồng Đăng (Lạng Sơn, Việt Nam). Sau khi xuống ga Đồng Đăng, Kim Jong-un tiếp tục di chuyển thêm 3 giờ nữa bằng ôtô về thủ đô Hà Nội.
Lãnh đạo Bắc Triều Tiên Kim Jong-un có cuộc gặp thượng đỉnh hai ngày với Tổng thống Hoa Kỳ Donald Trump, được tổ chức tại Khách sạn Metropole tại Hà Nội, Việt Nam, vào ngày 27 và 28 tháng 2 năm 2019. Vào ngày 28 tháng 2 năm 2019, Nhà Trắng tuyên bố rằng hội nghị thượng đỉnh đã bị cắt ngắn và không có thỏa thuận nào đạt được.
Chiều 1 tháng 3 năm 2019, lễ thăm chính thức Việt Nam bắt đầu bằng lễ đón chính thức bởi Tổng bí thư, Chủ tịch nước Nguyễn Phú Trọng tại Phủ Chủ tịch. Chiều cùng ngày, Kim Jong-un có cuộc hội kiến với Thủ tướng Chính phủ Nguyễn Xuân Phúc và Chủ tịch Quốc hội Nguyễn Thị Kim Ngân. Buổi tối, tiệc chiêu đãi chào mừng nhà lãnh đạo Triều Tiên được tổ chức trọng thể tại Trung tâm Hội nghị Quốc tế.
Ngày 2 tháng 3 năm 2019, Kim Jong-un đến viếng Lăng Chủ tịch Hồ Chí Minh và Đài tưởng niệm các anh hùng liệt sỹ. Ngay sau lễ viếng, Kim Jong-un lên xe ô tô cùng đoàn di chuyển lên ga Đồng Đăng để lên tàu hỏa bọc thép về nước, kết thúc chuyến thăm Việt Nam.